# Nicola Sole (politico)
Nicola Sole (Senise, 1º luglio 1833 – Senise, 28 agosto 1901) è stato un politico italiano.
Fu senatore del Regno d'Italia nella XVII legislatura.

## Biografia
Figlio di Alessandro Sole, avvocato, e di Antonia Aronne di Morano Calabro (il padre colonnello, fu luogotenente di Gioacchino Murat che la tenne a battesimo), che ebbero 5 figli: Vincenzo, Nicola, Giuseppe, Domenica e Luisa.
Laureato in Legge, fu Deputato al Parlamento per sei legislature e quindi nominato il 12 aprile 1890 Senatore del Regno. Visse celibe tra Roma e Senise, dove cessò di vivere il 28 agosto 1901, assistito dai suoi famigliari nella sua villa tra gli uliveti di famiglia, di colore rosso, sita sulla collina. Nelle sue pause di relax, adorava sedersi sotto un grande cedro del Libano, presente nella villa a Senise, per scrivere appunti di lavoro. Invece l'abitazione in paese era situata nel centro storico ai piedi del castello, nel grande palazzo di famiglia con ingresso gentilizio con portone in pietra. Abitazione di proprietà della famiglia Sole.
Durante il suo operato, come riportato negli Atti della Camera, Nicola Sole fu molto decisivo nella realizzazione della tratta ferroviaria Napoli-Reggio Calabria, Lagonegro-Castrovillari e per la Sapri-Jonio.